# Andrew Tiernan
Andrew Tiernan (Birmingham, 30 de noviembre de 1965) es un actor y director de cine británico, reconocido principalmente por interpretar el papel de Efialtes de Tesalia en las películas 300 y 300: Rise of an Empire. En 2015 hizo su debut como director con el filme Dragonfly.

## Filmografía

### Cine y televisión
| Año  | Título                                                       | Papel               | Notas               |
| ---- | ------------------------------------------------------------ | ------------------- | ------------------- |
| 1991 | Edward II                                                    | Gaveston            |                     |
| 1991 | Prime Suspect                                                | DC Rosper           |                     |
| 1992 | The Guilty                                                   | Leo                 |                     |
| 1992 | As you like it                                               | Orlando/Oliver      |                     |
| 1992 | Prime Suspect 2                                              | DC Rosper           |                     |
| 1993 | Cracker                                                      | Sean                |                     |
| 1993 | The Trial                                                    | Berthold            |                     |
| 1994 | Middlemarch                                                  | Dagley              |                     |
| 1994 | Being Human                                                  |                     |                     |
| 1994 | Interview with the Vampire                                   | Vampiro de París    |                     |
| 1995 | Taggart                                                      | John Campbell       |                     |
| 1995 | Two Deaths                                                   | Capitán Jorgu       |                     |
| 1996 | The Sculptress                                               | Gary O'Brien        |                     |
| 1996 | Ellington                                                    | Eddie Gilmour       |                     |
| 1997 | Snow White: A Tale of Terror                                 | Scar                |                     |
| 1997 | Face                                                         | Chris               |                     |
| 1997 | Playing God                                                  | Cyril               |                     |
| 1997 | MacBeth on The Estate                                        | Banquo              | Telefilme           |
| 1998 | The Scarlet Tunic                                            | Muller              |                     |
| 1998 | Hornblower                                                   | Bunting             |                     |
| 1999 | The Criminal                                                 | Harris              |                     |
| 1999 | Jonathan Creek                                               | Lenny Spearfish     |                     |
| 2000 | Small Time Obsession                                         | Sr. Page            |                     |
| 2000 | Heartbeat                                                    | Ray Nixon           |                     |
| 2001 | Left Turn                                                    | John                | Corto               |
| 2001 | In a Land of Plenty                                          | Gary                |                     |
| 2001 | Hawk                                                         | Freddie             | Telefilme           |
| 2001 | Mr In-Between                                                | Andy                |                     |
| 2001 | The Bunker                                                   | Schenke             |                     |
| 2002 | The Pianist                                                  | Szalas              |                     |
| 2002 | The Red Siren                                                | Koesler             |                     |
| 2003 | Rehab                                                        | Dean                | Telefilme           |
| 2004 | Whose Baby?                                                  | Dave                |                     |
| 2004 | Waking the Dead                                              | Don Keech           | 1 episodio          |
| 2005 | The Quatermass Experiment                                    | Victor Carroon      |                     |
| 2005 | The Rotters' Club                                            | Roy Slater          |                     |
| 2005 | Spooks                                                       | Forster             |                     |
| 2005 | A Waste of Shame: The Mystery of Shakespeare and his Sonnets | Ben Jonson          | Telefilme           |
| 2006 | Snuff-Movie                                                  | constable Fred      |                     |
| 2006 | Life on Mars                                                 | Kim Trent           |                     |
| 2006 | Dalziel and Pascoe                                           | Jake McNally        |                     |
| 2006 | 300                                                          | Efialtes de Tesalia |                     |
| 2007 | Midsomer Murders                                             | Steve Bright        |                     |
| 2008 | Heroes and Villains                                          | Crixus              |                     |
| 2008 | Stone's War                                                  | Capitán Stone       |                     |
| 2008 | New Tricks                                                   | Mayor Sharratt      |                     |
| 2008 | Survivors                                                    | Gavin               |                     |
| 2009 | Casualty                                                     | O'Neill             |                     |
| 2009 | Harvest                                                      | Blue                |                     |
| 2009 | Murderland                                                   | Whitaker            |                     |
| 2009 | The Bill                                                     | Craig Middleton     |                     |
| 2010 | Mr Nice                                                      | Alan Marcuson       |                     |
| 2010 | Luther                                                       | Richard Henley      |                     |
| 2010 | Whitechapel II                                               | Steven Dukes        |                     |
| 2011 | Doctor Who                                                   | Purcell             |                     |
| 2011 | Injustice                                                    | Michael Bankes      |                     |
| 2012 | Prisoners' Wives                                             | DS Hunter           |                     |
| 2012 | Merlin                                                       | Osgar               |                     |
| 2013 | Foyle's War                                                  | Geoffrey Helliwell  |                     |
| 2013 | Dragonfly                                                    | DS Blake            |                     |
| 2014 | 300: Rise of an Empire                                       | Efialtes de Tesalia |                     |
| 2014 | Dark Souls II                                                | Wellager            |                     |
| 2014 | Common                                                       | Pete O'Shea         |                     |
| 2014 | Autómata                                                     | Manager             |                     |
| 2014 | The Great Fire                                               | Vincent             |                     |
| 2014 | The Messenger                                                | Padre               |                     |
| 2015 | Silent Witness                                               | John McLeod         | 1 episodio          |
| 2015 | Code of a Killer                                             | Geoff Taylor        |                     |
| 2015 | Dragonfly                                                    |                     | Director            |
| 2015 | No Offence                                                   | Michael Docherty    |                     |
| 2016 | Moving On                                                    | Rob                 |                     |
| 2017 | Safe House                                                   | Roger Lane          |                     |
| 2017 | Us and Them                                                  | Tommy               |                     |
| 2017 | Bounty Hunters                                               | Smith               |                     |
| 2018 | Marcella                                                     | Nigel Stafford      |                     |
| 2019 | Death in Paradise                                            | Paul Raynor         |                     |
| 2019 | Point Break                                                  |                     | Escritor y director |